# Lepanthes huehuetenangensis
Lepanthes huehuetenangensis är en orkidéart som beskrevs av Fredy Archila. Lepanthes huehuetenangensis ingår i släktet Lepanthes och familjen orkidéer.
Artens utbredningsområde är Guatemala. Inga underarter finns listade i Catalogue of Life.